# Carl Garrett
Carl Garrett (Denton, 31 de agosto de 1947 – 24 de agosto de 2020) foi um jogador profissional de futebol americano estadunidense

## Carreira
Garrett foi campeão da temporada de 1976 da National Football League jogando pelo Oakland Raiders.

## Morte
Morreu no dia 24 de agosto de 2020, aos 72 anos.